# Steve McClaren
Stephen McClaren (Fulford, 1961. május 3. –) angol labdarúgó és labdarúgóedző, aki 2024 óta Jamaica szövetségi kapitánya. Második időszaka a csapatnál.
McClaren az Oxford United csapatánál kezdte meg edzői pályafutását, mielőtt 1995-ben csatlakozott a Derby County-hoz másodedzőként. 1999-ben leszerződtette a Manchester United Brian Kidd utódjaként, mint Alex Ferguson másodedzője. Két évig volt a poszton, mielőtt a Middlesbrough menedzsere lett. Vele nyerte meg a csapat első és egyetlen nagy trófeáját, a ligakupát 2004-ben. Két évvel pedig ezüstérmesek lettek az UEFA-Kupában. 2006 augusztusában kinevezték az angol válogatott szövetségi kapitányának, de egy évvel később távozott, miután a csapat nem jutott ki a 2008-as Európa-bajnokságra.
2008-ban átvette a holland Twentét és 2010-ben első holland bajnoki címükhöz vezette a csapatot. Nem sokkal később a német VfL Wolfsburg vezetőedzője lett, de már a szezon közben kirúgták. Miután egy rövid ideig a Nottingham Forest menedzsere volt, 2012-ben visszatért Hollandiába a Twentéhez. Kevésbé volt sikeres, 2013-ban lemondott. Még abban az évben visszatért a Derby-hoz, a 2013–2014-es szezonban a rájátszásig vezette a csapatot, de nem tudott feljutni, így 2015-ben kirúgták. Miután csak hat mérkőzést nyert meg 28-ból a Newcastle United csapatával, egy év után kirúgták. Ezt követően edzette még a Derby és a Queens Park Rangers csapatait, majd 2022-ben visszatért a Manchester Unitedhez Erik ten Hag másodedzőjeként, aki korábban az ő asszisztense volt Hollandiában.

## Statisztika
Frissítve: 2019. április 1.
| Csapat              | -tól                 | -ig                | Eredmények | Eredmények | Eredmények | Eredmények | Eredmények | For.               |
| Csapat              | -tól                 | -ig                | P          | Gy         | D          | V          | Gy%        | For.               |
| ------------------- | -------------------- | ------------------ | ---------- | ---------- | ---------- | ---------- | ---------- | ------------------ |
| Middlesbrough       | 2001. június 12.     | 2006. május 11.    | 250        | 97         | 60         | 93         | 38,8       | [ 5 ]              |
| Anglia              | 2006. augusztus 1.   | 2007. november 22. | 18         | 9          | 4          | 5          | 50,0       | [ 5 ]              |
| Twente              | 2008. június 20.     | 2010. május 11.    | 101        | 64         | 20         | 17         | 63,4       | [ 6 ] [ 7 ] [ 5 ]  |
| VfL Wolfsburg       | 2010. május 11.      | 2011. február 7.   | 24         | 7          | 8          | 9          | 29,2       | [ 7 ] [ 5 ]        |
| Nottingham Forest   | 2011. június 13.     | 2011. október 2.   | 13         | 3          | 3          | 7          | 23,1       | [ 5 ]              |
| Twente              | 2012. január 5.      | 2013. február 26.  | 63         | 30         | 17         | 16         | 47,6       | [ 5 ] [ 8 ]        |
| Derby County        | 2013. szeptember 30. | 2015. május 25.    | 95         | 51         | 22         | 22         | 53,7       | [ 5 ]              |
| Newcastle United    | 2015. június 10.     | 2016. március 11.  | 31         | 7          | 6          | 18         | 22,6       | [ 5 ]              |
| Derby County        | 2016. október 12.    | 2017. március 12.  | 29         | 13         | 7          | 9          | 44,8       | [ 9 ] [ 10 ] [ 5 ] |
| Queens Park Rangers | 2018. május 18.      | 2019. április 1.   | 46         | 16         | 9          | 21         | 34,8       | [ 5 ]              |
| Összesen            | Összesen             | Összesen           | 670        | 297        | 156        | 217        | 44,3       |                    |

## Díjak és sikerek

### Játékosként
Derby County
- Másodosztályú bajnok: 1986–1987

### Edzőként
Middlesbrough
- Angol ligakupa: 2003–2004
- UEFA-Kupa ezüstérmes: 2005–2006

Twente
- Holland bajnok: 2009–2010

Egyéni
- Rinus Michels-díj: 2010